# 冲绳女子短期大学
冲绳女子短期大学（日语：／ Okinawa Joshi Tanki Daigaku *），简称冲女，是一所位于日本冲绳县那霸市的私立短期大学。

## 概要

### 简介
- 短期大学为于1966年开办[1]、由学校法人嘉数女子学园经营、为男女同校从2003年[1]。

### 历史
- 1966年 冲绳女子短期大学成立由于琉球政府的学校教育法、并同时设置两个学科、以下列举。
  - 家政科第二部[注 2]
  - 英语商业科（改编为商业科于1972年、再次改编为总合商务学科于2004年。）
    - 第一部
    - 第二部[注 2]
- 1969年 儿童教育科成立、分离为两个课程、以下列举[1]
  - 第一部
  - 第二部
- 1972年 改编为短期大学根据日本的学校教育法[2]。
- 1974年 儿童教育科第二部的学制从2年延长至3年[2]。
- 2003年 开始招収男学生于儿童教育科第二部[1]。
- 2004年 开始招収男学生于儿童教育科第一部和总合商务学科[1]。

### 宪章
- 请参看冲绳女子短期大学的标志 （日語） 2014年5月26日阅览。

## 学校环境
- 校区：在冲绳县那霸市

## 历任校长
- 嘉数津子：第一代短期大学校长
- 福地孝：现在短期大学校长[3]

## 组织

### 学科
- 总合商务学科
- 儿童教育学科
  - 第一部
  - 第二部

### 前学科
| - 商业科 - 第一部 - 第二部 - 家政科第二部 |

### 专科
| - 没有 |

### 业余课程
| - 没有 |

### 附属机关
| - 图书馆 - 教育实践支援中心 |

## 相关链接
- 日本短期大学列表